# Escut del Pont de Bar
L'escut oficial del Pont de Bar té el següent blasonament:
Escut caironat: de sinople, un pont de cinc ulls d'argent. Per timbre una corona mural de poble.

## Història
Va ser aprovat el 10 de gener de 1996.
El pont és un senyal parlant que fa referència al nom del municipi. De fet, però, l'antic pont de Bar (del segle xi) només tenia un arc, i se'l van endur els aiguats del Segre el novembre de 1982; els cinc arcs del pont que figuren a l'escut simbolitzen Aristot, els Banys de Sant Vicenç, Bar, Castellnou de Carcolze i Toloriu, els cinc pobles principals del municipi, creat el 1970 amb la unió dels d'Aristot i Toloriu.